# Agrotis virgatapallida
Agrotis virgatapallida là một loài bướm đêm trong họ Noctuidae.